# ستانلي بندر
ستانلي بندر (بالإنجليزية: Stanley Bender) هو عسكري أمريكي، ولد في 31 أكتوبر 1909 في مقاطعة فاييت في الولايات المتحدة، وتوفي في 22 يونيو 1994.